# Szentlászló
Szentlászló là một thị trấn thuộc hạt Baranya, Hungary. Thị trấn này có diện tích 14,06 km², dân số năm 2010 là 850 người, mật độ 60 người/km².